# 加茂神社 (小田原市)

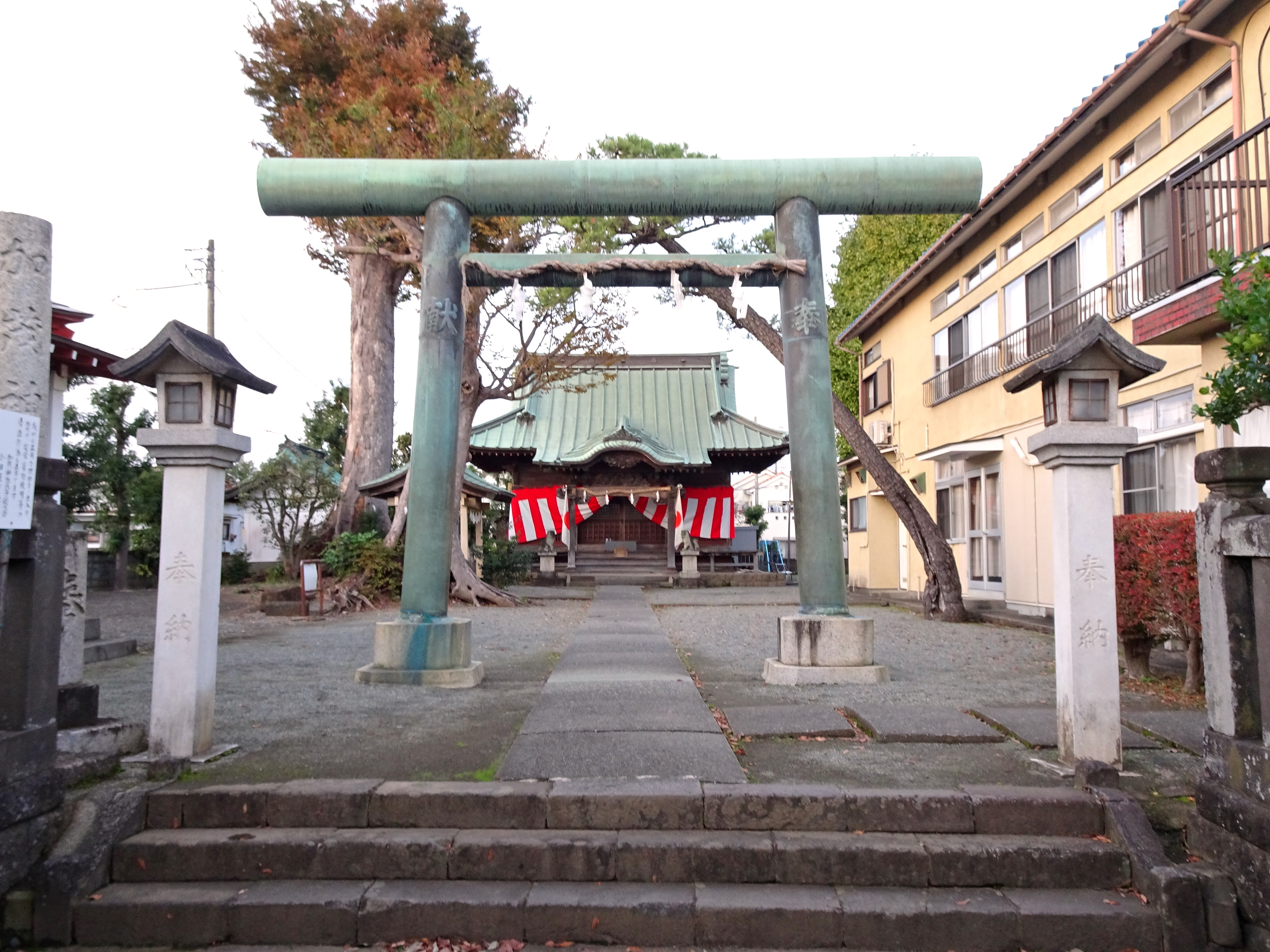
鳥居

加茂神社（かもじんじゃ）は、神奈川県小田原市鴨宮（かものみや）にある神社。
現在は宗我神社の兼務社となっている。

## 概要
JR鴨宮駅の北西、東海道新幹線のガード下をくぐった先に鎮座している。
創建は不詳。京都の賀茂別雷神社（上賀茂神社）から勧請された古社であり、古くは「下柳の賀茂宮」と呼ばれ、源頼朝が北条政子の安産を祈願させた相模国の寺社の一つとして知られる。
鴨宮（鴨宮村）の地名の由来にもなっている。
明治44年（1911年）、下新田の神明社（祭神・天照大神）を合祀した。

## 祭神
- 別分雷之命
- 天照大神